# Жирнов, Николай Николаевич
Николай Николаевич Жирнов (укр. Микола Миколайович Жирнов; род. 2 мая 1966, Степанаван, Армянская ССР) — генерал-майор Вооружённых сил Украины, руководитель Командованием сил поддержки Вооружённых сил Украины.
1 марта 2022 года во время обороны Киева от российских войск президент Украины Владимир Зеленский назначил Жирнова начальником Киевской городской военной администрации.

## Награды
- Орден Богдана Хмельницкого II степени (27 ноября 2014 года) — за личное мужество и героизм, проявленные в защите государственного суверенитета и территориальной целостности Украины, верность военной присяге во время российско-украинской войны[4].
- Орден Богдана Хмельницкого lll степени (2022)